# 幕斯

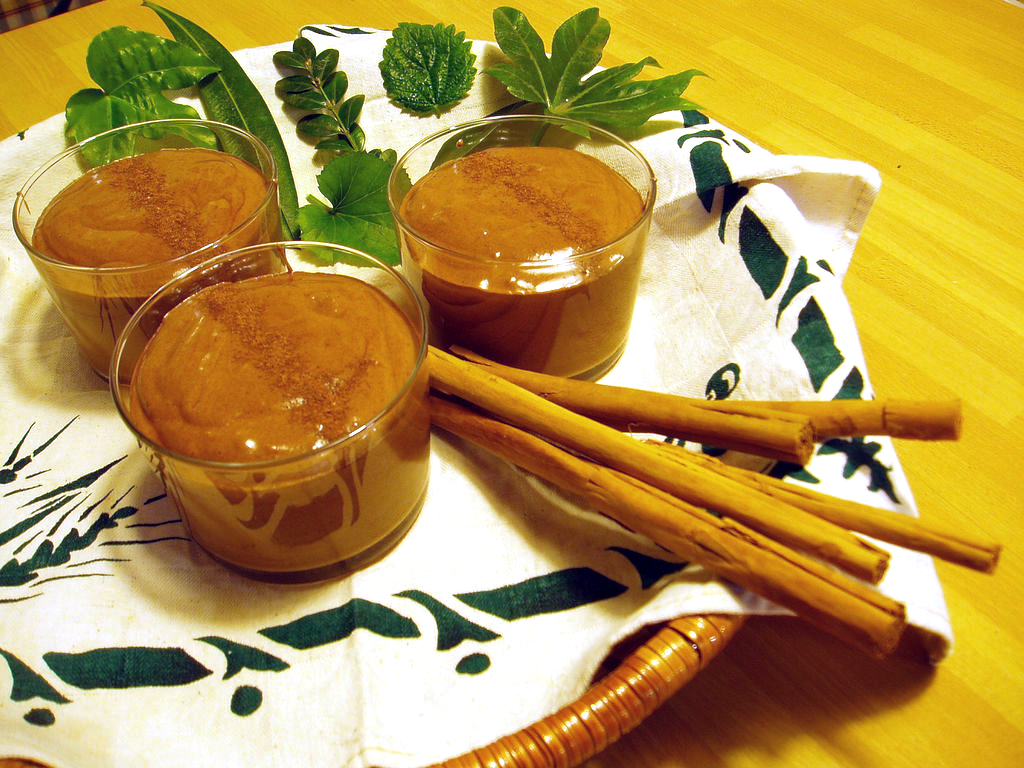
巧克力幕斯

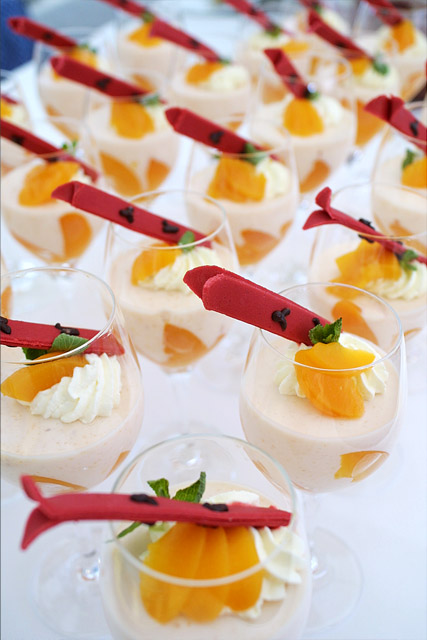
水果幕斯

幕斯（法文：Mousse，直譯抹士、慕斯和慕絲）Mousse一詞可能是Ｍousser演變而來有著泡沫的意思。
在法式甜點中是由雞蛋與忌廉（古典的作法不使用忌廉，僅使用蛋黃、蛋白、砂糖、巧克力或其它香料）所製作的乳脂狀甜品，主要為巧克力和水果的組合。蛋白在與其它材料混合之前會先攪打至發泡，產生輕盈的口感與芳醇的風味。
1960年代從法國餐廳中出現，之後巧克力幕斯成了美國與英國的家常料理。美國中部地區也有類似幕斯的甜點，稱為「Whip」。除此之外也有與幕斯很相似的巴伐洛亞甜品 ，但從材料到製作的方法都不大相同。
在法式料理中慕斯是一種濃郁、輕盈的菜餚，可以是甜的或鹹的，也可以是熱的或冷的。熱慕斯通常通過添加打發的蛋而獲得輕盈的質地。鹹幕斯有時會用水煮蛋、香料、魚或動物的內臟來調味。為了方便製作幕斯，常使用明膠（又稱吉利丁）作為凝固劑。當用於葡萄酒時，慕斯這個詞描述了香檳或其他起泡酒第一次傾倒時在表面形成的泡沫。 慕斯類似於術語“頭”，它是剛倒出的啤酒杯上的泡沫。

## 外部連結
- 慕斯 食譜 （页面存档备份，存于）